# تریستان ۱۹۶۶
سیارک ۱۹۶۶ (به انگلیسی: 1966 Tristan، نامگذاری:2552P-L) هزار و نهصد و شصت و ششمین سیارک کشف شده‌است که در ۲۴ سپتامبر ۱۹۶۰ کشف شد.
قدر مطلق سیارک برابر ۱۳٫۵۰ است.